# ويليام والاس دونكان
ويليام والاس دونكان (بالإنجليزية: William Wallace Duncan) هو كاتب سير أمريكي، ولد في 20 ديسمبر 1839 في بويدتون في الولايات المتحدة، وتوفي في 2 مارس 1908 في سبارتانبرغ في الولايات المتحدة.
1. 1 2   https://books.google.com/?id=4FxDAQAAMAAJ&pg=PA483. {{استشهاد ويب}}: |url= بحاجة لعنوان (مساعدة) والوسيط |title= غير موجود أو فارغ (من ويكي بيانات) (مساعدة)
2. 1 2  Nashville Banner (بالإنجليزية), Nashville, QID:Q6966947